# Xanthosoma poeppigii
Xanthosoma poeppigii är en kallaväxtart som beskrevs av Heinrich Wilhelm Schott. Xanthosoma poeppigii ingår i släktet Xanthosoma och familjen kallaväxter. Inga underarter finns listade.